# VinFast EC Van
VinFast EC Van là mẫu xe van điện được sản xuất bởi VinFast, thành viên của tập đoàn VinGroup năm 2025.

## Cấu hình
| Tiêu chuẩn                     | Thông số                   |
| ------------------------------ | -------------------------- |
| Dài x Rộng x Cao               | 3.767 x 1.680 x 1.790 (mm) |
| Chiều dài cơ sở                | 2.520 (mm)                 |
| Khoảng sáng gầm xe không tải   | 165 (mm)                   |
| Bán kính quay vòng             | 5,1 (m)                    |
| Dung tích khoang hành lý       | 2,6 m3                     |
| Số chỗ ngồi                    | 2                          |
| Công suất tối đa               | 30 kW                      |
| Moment xoắn cực đại            | 110 Nm                     |
| Quãng đường chạy 1 lần sạc đầy | 150 km (NEDC)              |
| Dung lượng pin khả dụng        | 17 kWh                     |
| Dây sạc di động                | 3,5 kW                     |
| Chuẩn cổng sạc                 | CCS2                       |
| Công suất sạc nhanh tối đa     | 19,4 kW                    |
| Thời gian nạp pin nhanh nhất   | 42 phút (10% - 70%)        |
| Dẫn động                       | RWD                        |
| Phanh tái sinh                 | Có                         |
| Tự chẩn đoán lỗi               | Có                         |
| Thanh toán phí sạc             | Qua ứng dụng               |
| hàng 2 cột 1                   | hàng 2 cột 2               |
| hàng 2 cột 1                   | hàng 2 cột 2               |
| hàng 2 cột 1                   | hàng 2 cột 2               |
| hàng 2 cột 1                   | hàng 2 cột 2               |
| hàng 2 cột 1                   | hàng 2 cột 2               |
| hàng 2 cột 1                   | hàng 2 cột 2               |
| hàng 2 cột 1                   | hàng 2 cột 2               |
| hàng 2 cột 1                   | hàng 2 cột 2               |
| hàng 2 cột 1                   | hàng 2 cột 2               |

## Đón nhận
VinFast EC Van được lên kế hoạch bàn giao tháng 11/2025.